# Arabicnemis caerulea
Arabicnemis caerulea là một loài chuồn chuồn kim thuộc họ Platycnemididae. Loài này có ở Oman, Các Tiểu Vương quốc Ả Rập Thống nhất, và Yemen. Môi trường sống tự nhiên của chúng là sông ngòi, suối nước ngọt, và kênh đào và mương rãnh. Chúng hiện đang bị đe dọa vì mất môi trường sống.